# Molí d'Adraén
El Molí d'Adraén és una obra de la Vansa i Fórnols (Alt Urgell) protegida com a Bé Cultural d'Interès Local.

## Descripció
Els molins d'Adraén, Cornellana i Fórnols són els tres principals molins de la Vansa i Fórnols. Es tracta de tres edificis mixtes, que comparteixen la residència del moliner i el molí pròpiament dit. Tots tres són molins fariners que posteriorment es van adaptar a la producció elèctrica. Són de propietat municipal.
Molí d'Adraén
El molí d'Adraén es troba al vessant oriental del Serrat del Molí, a l'oest del municipi de la Vansa i Fórnols, a la vora de la Seu d'Urgell a Tuixent. S'hi accedeix des de la mateixa carretera.
Edifici de planta rectangular constituït per planta baixa, pis i golfes.
La coberta és de volta catalana amb grans bigues de fusta. La teulada és a una sola vessant, amb el pendent orientat a ponent. La façana principal, orientada a cap al poble d'Adraén, és on s'obren la majoria de les finestres petites i rectangulars. A la cantonada sud-occidental hi ha el desguàs de l'aigua que movia la mola del molí. S'accedeix a l'edifici per porta amb llinda de fusta ubicada al mur. nord. El parament extern és de reble amb carreus ben treballats a les cantonades.
La planta baixa, on es trobava el molí, és un espai obert i unitari. La maquinària del molí original és al sud de l'estança, desmuntada i força integra malgrat l'abandonament. A l'angle sud-occidental de la sala hi ha una petita habitació que acull la maquinària elèctrica. Adossat al mur nord hi ha restes de la ferreria.
S'accedeix al primer pis per unes escales de fusta. Allí hi havia l'habitatge del moliner. Una sèrie d'envans d'obra amb entramat de fusta compartimenten l'espai.
A l'espai sota teulada també s'hi accedeix per una escala de fusta, força malmesa.
Uns metres al nord de l'edifici hi ha una petita edificació exempta, de planta quadrangular i paraments de reble. La coberta, ara esfondrada, era de teula a una sola vessant. També hi ha un petit aqüeducte que mena l'aigua al molí.
No hi ha cap element que ens permetí fer una aproximació a la cronologia d'aquest edifici. Tal vegada fou construït al segle xix i reformat a la primera meitat del segle xx. Actualment es troba en estat d'abandonament.